# West Lavington (Wiltshire)
West Lavington est une paroisse civile et un village du Wiltshire, en Angleterre.